# جورج أ. لوكاس
جورج أ. لوكاس (بالإنجليزية: George A. Lucas)‏ هو تاجر أعمال فنية أمريكي، ولد في 1824 في بالتيمور في الولايات المتحدة، وتوفي في 1909.